# Ninomiya (Kanagawa)
Ninomiya (jap. 二宮町 Ninomiya-machi) – miasto w Japonii, na wyspie Honsiu, w prefekturze Kanagawa. Według danych na rok 2020 miejscowość zamieszkiwało 27 578 mieszkańców , a gęstość zaludnienia wyniosła 3037,2 os./km².